# Aleksandr Dobroskok
Aleksandr Dobroskok (n. 12 iunie 1982, Buzuluk, RSFS Rusă, URSS) este un săritor în apă ce a reprezentat Rusia, medaliat olimpic. A participat la 3 ediții ale Jocurilor Olimpice (2000, 2004, 2008) în care a câștigat o medalie de argint.